# Metastelma glabrius
Metastelma glabrius är en oleanderväxtart som beskrevs av Markgraf. Metastelma glabrius ingår i släktet Metastelma och familjen oleanderväxter. Inga underarter finns listade i Catalogue of Life.